# جوستين شابيرو
جوستين شابيرو (بالإنجليزية: Justine Shapiro)‏ هي كاتبة سيناريو ومقدمة تلفزيونية ومخرجة وممثلة أمريكية، ولدت في 20 مارس 1963 في جنوب أفريقيا.

## أعمال

### أفلام
- وعود

## وصلات خارجية
- جوستين شابيرو على موقع IMDb (الإنجليزية)
- جوستين شابيرو على موقع ميتاكريتيك (الإنجليزية)
- جوستين شابيرو على موقع روتن توميتوز (الإنجليزية)
- جوستين شابيرو على موقع قاعدة بيانات الفيلم (الإنجليزية)